# El Vellón
El Vellón település Spanyolországban, Madrid tartományban. El Vellón Pedrezuela, Guadalix de la Sierra, Venturada, Redueña, Torrelaguna, Talamanca de Jarama, El Molar és Uceda községekkel határos. Lakosainak száma 2166 fő (2024).

## Népesség
A település népessége az utóbbi években az alábbiak szerint változott:
| Lakosok száma | 1190 | 1252 | 1387 | 1680 | 1764 | 1814 | 1834 | 1958 | 2124 | 2166 |
|               | 2001 | 2004 | 2007 | 2009 | 2012 | 2014 | 2017 | 2019 | 2022 | 2024 |